# Tibors de Sarenom
Tibors de Sarenom (conocida también como Thiburge II o Tiburge II d'Orange, 1130 - después de 1198) fue una poetisa occitana, una de los primeras trobairitz documentadas, activa durante el período clásico de la literatura occitana medieval.

## Vida y obra
Fue hija de Guilhem d'Aumelas y Thiburge d'Orange. Fue la primera esposa de Gaufred de Mornas, a continuación, llevó el título de princesa de Orange heredado de la madre de Bertrand des Baux durante su nuevo matrimonio en 1173.